# Comuna Izvoarele, Giurgiu
Izvoarele (în trecut, Chiriacu și Beiu) este o comună în județul Giurgiu, Muntenia, România, formată din satele Chiriacu, Dimitrie Cantemir, Izvoarele (reședința), Petru Rareș, Radu Vodă și Valea Bujorului.

## Așezare
Comuna se află în vestul județului, pe malurile, râurilor Negrile și Ismar, afluenți ai Câlniștei. Este străbătută de șoseaua județeană DJ505, care o leagă spre est de Schitu (unde se termină în DN5B) și spre sud-vest de Stănești. Între Chiriacu și Izvoarele, acest drum are un parcurs comun cu șoseaua județeană DJ503A, care duce spre sud-est la Stănești, și spre nord-vest la Răsuceni și mai departe în județul Teleorman la Drăgănești-Vlașca.
Pe la marginea comunei trece și calea ferată Giurgiu-Videle, pe care este deservită de stația Chiriacu.

## Etimologie
Numele comunei provine de la substantivul izvor, derivat la rândul său din termenul slavon  изворъ (izvorŭ), cu același sens ca în română.  Numele vechi al satului-reședință, Beiu, este un împrumut din limba otomană, unde بك (bey) înseamnă conducător. 

## Demografie
Componența etnică a comunei Izvoarele
     Români (90,61%)
     Romi (2,09%)
     Alte etnii (7,31%)
Componența confesională a comunei Izvoarele
     Ortodocși (92%)
     Alte religii (0,47%)
     Necunoscută (7,53%)
Conform recensământului efectuat în 2021, populația comunei Izvoarele se ridică la 3.162 de locuitori, în scădere față de recensământul anterior din 2011, când fuseseră înregistrați 3.930 de locuitori. Majoritatea locuitorilor sunt români (90,61%), cu o minoritate de romi (2,09%). Din punct de vedere confesional, majoritatea locuitorilor sunt ortodocși (92%), iar pentru 7,53% nu se cunoaște apartenența confesională.

## Politică și administrație
Comuna Izvoarele este administrată de un primar și un consiliu local compus din 13 consilieri. Primarul, Silviu-Marius Cazacu[*], de la Partidul Național Liberal, este în funcție din 2016. Începând cu alegerile locale din 2024, consiliul local are următoarea componență pe partide politice:
|  | Partid                    | Consilieri | Componența Consiliului | Componența Consiliului | Componența Consiliului | Componența Consiliului | Componența Consiliului | Componența Consiliului | Componența Consiliului | Componența Consiliului | Componența Consiliului | Componența Consiliului | Componența Consiliului | Componența Consiliului | Componența Consiliului |
|  | ------------------------- | ---------- | ---------------------- | ---------------------- | ---------------------- | ---------------------- | ---------------------- | ---------------------- | ---------------------- | ---------------------- | ---------------------- | ---------------------- | ---------------------- | ---------------------- | ---------------------- |
|  | Partidul Național Liberal | 13         |                        |                        |                        |                        |                        |                        |                        |                        |                        |                        |                        |                        |                        |

## Istorie
La sfârșitul secolului al XIX-lea, comuna purta numele de Chiriacu, făcea parte din plasa Marginea a județului Vlașca, și era formată din satele Beiu, Chiriacu și Moșteni-Călărășani, cu o populație totală de 2547 de locuitori, dar și din satul nelocuit Măcărău. Existau în comună o moară și o școală cu 60 de elevi.  La acea vreme, pe teritoriul actual al comunei mai funcționa în aceeași plasă și comuna Ciolanul-Pangăl, formată din satele Ciolanu și Petru Rareș, cu 570 de locuitori. În aceasta existau și două biserici.
Anuarul Socec consemnează comunele în plasa Dunărea a aceluiași județ; comuna Chiriacu avea 3498 de locuitori în satele Beiu și Chiriacu, iar comuna Ciolanu avea 681 de locuitori în satul de reședință. Atunci se înființase pe teritoriul de astăzi al comunei și comuna Radu Vodă, având 1392 de locuitori în satele Dimitrie Cantemir, Dimitrie Sturdza, Moșteni-Călărășani, Radu Vodă și în cătunul Trupu-Buciumeni. În 1931, comunei Ciolanu i s-a alipit și satul Petru Rareș, de la comuna Pângălești.
În 1950, comunele au trecut în administrarea raionului Giurgiu și apoi, în 1952, raionului Drăgănești-Vlașca din regiunea București. În timp, comuna Chiriacu și-a mutat reședința la Beiu, iar comuna Radu Vodă, la Dimitrie Cantemir. 
Comuna și satul Beiu au luat în 1964 denumirea de Izvoarele, iar comuna și satul Ciolanu — pe cea de Valea Bujorului.
În 1968, comunele au trecut la județul Ilfov, comunele Dimitrie Cantemir și Valea Bujorului fiind desființate, iar satele lor incluse în comuna Izvoarele. Tot atunci, au fost desființate satele Buciumeni (comasat cu Dimitrie Cantemir) și Dimitrie Sturza (comasat cu Radu Vodă).
În 1981, o reorganizare administrativă regională a dus la transferarea comunei la județul Giurgiu.

## Monumente istorice
Cinci obiective din comuna Izvoarele sunt incluse în lista monumentelor istorice din județul Giurgiu ca monumente istorice de interes local, toate fiind biserici clasificate ca monumente de arhitectură. De asemenea, pe teritoriul comunei mai există șase situri arheologice, din perioade diferite, încadrate în Repertoriul Arheologic Național (RAN):

### Biserici
- Biserica „Adormirea Maicii Domnului” (1902) din Chiriacu;
- Biserica „Sfântul Nicolae” (1879) din Dimitrie Cantemir;
- Biserica „Cuvioasa Paraschiva” (1890) din Izvoarele;
- Biserica „Sfântul Nicolae” (1885, refăcută în 1938), din Petru Rareș;
- Biserica „Sfinții Arhangheli Mihail și Gavril” (1850) din Valea Bujorului.

### Situri arheologice
- Tell-ul eneolitic și cele două situri arheologice de la nord de sat, Petru Rareș;
- Tumulul din epoca bronzului de la sud de sat, Petru Rareș;
- Situl arheologic din epoca bronzului de pe valea Scumpa, Chiriacu;
- Situl arheologic din neolitic și epoca bronzului de pe valea Alunului, Radu Vodă.